# Henry Methvin
Henry Methvin, född i Louisiana den 8 april 1912, död den 19 april 1948, var en amerikansk kriminell som bland annat deltog i bankrån. Han är mest ihågkommen som den sista medlemmen av gänget "Bonnie och Clyde" och vars far, Ivan Methvin, hjälpte dem att arrangera sin död 1934. Hans roll i gänget har porträtterats i filmen Bonnie and Clyde 1967.